# Ronde van Spanje 2004

Het peloton in Zaragoza.

De 59e editie van de Ronde van Spanje (Vuelta a España) begon op 4 september 2004 in León en eindigde 22 dagen later, op 26 september, met een individuele tijdrit in Madrid. De ronde werd gewonnen door de Spaanse renner Roberto Heras.
De Pyreneeën werden tijdens deze 59e editie niet beklommen, maar er zaten wel degelijk een aantal flinke klims in de ronde. Verder telde deze Ronde van Spanje, naast de laatste etappe, nog twee individuele tijdritten. De eerste individuele tijdrit (de achtste etappe) werd gewonnen door olympisch kampioen tijdrijden Tyler Hamilton. Hij moest echter voor het van start gaan van de dertiende etappe opgeven wegens maagklachten. Later is hij bij een dopingtest positief bevonden. Santiago Pérez won de andere twee tijdritten.

## Eindklassement
Roberto Heras won, net als in 2000 en 2003, de Ronde van Spanje. De Spanjaard reed sinds zijn overwinning in de twaalfde etappe in de gouden trui.
| Gouden trui Algemeen klassement |                    |          |
| 1.                              | Roberto Heras      | 77.42.46 |
| 2.                              | Santiago Pérez     | + 0.30   |
| 3.                              | Francisco Mancebo  | + 2.13   |
| 4.                              | Alejandro Valverde | + 3.30   |
| 5.                              | Carlos Garcia      | + 7.44   |

| Visjestrui Puntenklassement |                    |          |
| 1.                          | Erik Zabel         | 152 pnt. |
| 2.                          | Alejandro Valverde | 144 pnt. |
| 3.                          | Roberto Heras      | 142 pnt. |
| 4.                          | Santiago Pérez     | 135 pnt. |
| 5.                          | Francisco Mancebo  | 134 pnt. |

| Oranje trui Bergklassement |                   |          |
| 1.                         | Félix Cárdenas    | 167 pnt. |
| 2.                         | Roberto Heras     | 111 pnt. |
| 3.                         | Santiago Pérez    | 110 pnt. |
| 4.                         | Eladio Jimenez    | 110 pnt. |
| 5.                         | Francisco Mancebo | 92 pnt.  |

## Etappe-overzicht
| etappe            | datum |                                               | afstand  | winnaar                  | klassementsleider |
| ----------------- | ----- | --------------------------------------------- | -------- | ------------------------ | ----------------- |
| 1e etappe (ptr1)  | 04-09 | León - León                                   | 27,7 km  | US Postal                | Floyd Landis      |
| 2e etappe         | 05-09 | León - Burgos                                 | 207 km   | Alessandro Petacchi      | Max van Heeswijk  |
| 3e etappe         | 06-09 | Burgos - Soria                                | 157,1 km | Alejandro Valverde       | Benoît Joachim    |
| 4e etappe         | 07-09 | Soria - Zaragoza                              | 167,5 km | Alessandro Petacchi      | Benoît Joachim    |
| 5e etappe         | 08-09 | Zaragoza - Morella                            | 186,5 km | Denis Mensjov            | Manuel Beltrán    |
| 6e etappe         | 09-09 | Benicarló - Castellón                         | 157 km   | Óscar Freire             | Manuel Beltrán    |
| 7e etappe         | 10-09 | Castellón - Valencia                          | 170,0 km | Alessandro Petacchi      | Manuel Beltrán    |
| 8e etappe (itr2)  | 11-09 | Almussafes - Almussafes                       | 40,1 km  | Tyler Hamilton           | Floyd Landis      |
| 9e etappe         | 12-09 | Xátiva - Alto de Aitana                       | 162 km   | Leonardo Piepoli         | Floyd Landis      |
| 10e etappe        | 13-09 | Alcoi - Xorret de Catí                        | 174,5 km | Eladio Jiménez           | Floyd Landis      |
| 11e etappe        | 14-09 | San Vicente del Raspeig - Caravaca de la Cruz | 165,8 km | David Zabriskie          | Floyd Landis      |
| Rustdag           | 15-09 | -                                             | -        | -                        |                   |
| 12e etappe        | 16-09 | Almería - Calar Alto                          | 145 km   | Roberto Heras            | Roberto Heras     |
| 13e etappe        | 17-09 | El Ejido - Málaga                             | 172,4 km | Alessandro Petacchi      | Roberto Heras     |
| 14e etappe        | 18-09 | Málaga - Granada                              | 167 km   | Santiago Pérez           | Roberto Heras     |
| 15e etappe (itr2) | 19/09 | Granada - Sierra Nevada                       | 29,6 km  | Santiago Pérez           | Roberto Heras     |
| Rustdag           | 20-09 | -                                             | -        | -                        |                   |
| 16e etappe        | 21-09 | Olivenza - Cáceres                            | 190,1 km | José Julia               | Roberto Heras     |
| 17e etappe        | 22-09 | Plasencia - La Covatilla (Béjar)              | 169,8 km | Félix Cárdenas           | Roberto Heras     |
| 18e etappe        | 23-09 | Béjar - Ávila                                 | 196,6 km | Javier Pascual Rodríguez | Roberto Heras     |
| 19e etappe        | 24-09 | Ávila - Collado Villalba                      | 142 km   | Constantino Zaballa      | Roberto Heras     |
| 20e etappe        | 25-09 | Alcobendas - Navacerrada                      | 178 km   | José Enrique Gutiérrez   | Roberto Heras     |
| 21e etappe (itr2) | 26-09 | Madrid - Madrid                               | 28,2 km  | Santiago Pérez           | Roberto Heras     |

1 ptr = ploegentijdrit
2 itr = individuele tijdrit

## Etappes
1e etappe
De proloog (ploegentijdrit) van 2004 ging van start op 4 september en werd gewonnen door US Postal. De rit vond plaats in León over een afstand van iets minder dan 28 kilometer.
| Uitslag |                 |        |
| 1.      | US Postal       | 30.45  |
| 2.      | T-Mobile        | + 0.31 |
| 3.      | Iles de Balears | + 0.56 |
| 4.      | Kelme           | + 0.58 |
| 5.      | Phonak          | + 1.01 |

2e etappe
De 2e etappe op 5 september ging over een afstand van 207 km van León naar Burgos. In deze plaats wordt ook de Ronde van Burgos verreden. Deze etappe is de langste etappe van deze Vuelta.
In een massasprint won de sprinter Alessandro Petacchi net voor Erik Zabel. Dankzij het winnen van bonificatiesecondes (tussensprints) had de Nederlander Max van Heeswijk (7e in de etappe) de gouden trui na deze etappe. Het was 12 jaar geleden dat een Nederlander voor het laatst de gouden trui droeg.
| Uitslag |                           |         |
| 1.      | Alessandro Petacchi (Ita) | 5.02.04 |
| 2.      | Erik Zabel (Dui)          | z.t.    |
| 3.      | Oscar Freire (Spa)        | z.t.    |
| 4.      | Stuart O'Grady (Aus)      | z.t.    |
| 5.      | Pedro Horrillo (Spa)      | z.t.    |

3e etappe
De derde etappe, over een afstand van 157,1 km van Burgos naar Soria eindigde net als de vorige etappe weer in een massasprint, waarbij de Spanjaard Alejandro Valverde van de Kelme-ploeg de snelste was. Benoît Joachim veroverde de gouden trui op ploeggenoot Van Heeswijk.
| Uitslag |                          |         |
| 1.      | Alejandro Valverde (Spa) | 3.43.17 |
| 2.      | Stuart O'Grady (Aus)     | z.t.    |
| 3.      | Denis Mensjov (Rus)      | z.t.    |
| 4.      | Oscar Freire (Spa)       | z.t.    |
| 5.      | Roberto Heras (Spa)      | z.t.    |

4e etappe
Op 7 september ging de vierde etappe van Soria naar Zaragoza, over een afstand van 167,5 km en eindigde ook weer in een massasprint.
| Uitslag |                           |         |
| 1.      | Alessandro Petacchi (Ita) | 4.23.01 |
| 2.      | Erik Zabel (Dui)          | z.t.    |
| 3.      | Oscar Freire (Spa)        | z.t.    |
| 4.      | Stuart O'Grady            | z.t.    |
| 5.      | Angelo Furlan (Ita)       | z.t.    |

5e etappe
De 5e etappe ging van Zaragoza naar Morella over een afstand van 186,5 km. De gouden trui bleef ook na deze etappe in handen van de US Postal-ploeg, maar wisselde wel weer van drager. Joachim moest de trui afstaan aan Manuel Beltran.
De etappe werd gewonnen door de Rus Denis Mensjov van Illes Baleares-Banesto, die 500 meter voor de finish wegsprintte en 3 seconden voorsprong wist te behouden op zijn achtervolgers. Volgend jaar zal de Rus voor de Raboploeg gaan rijden. De Amerikaan Floyd Landis heeft na deze etappe weliswaar even lang op de fiets gezeten als Mensjov, maar wist minder bonificatiepunten te pakken.
Voor de Duitse T-Mobileploeg was deze etappe geen succes. Drie renners uit deze ploeg moesten al na enkele meters afstappen wegens een voedselvergiftiging. De kopman Vinokourov moest in de slotfase afhaken toen het tempo flink opgevoerd werd. Hij verloor ruim een kwartier op zijn directe concurrenten. Ploeggenoot Evans wist echter in het algemeen klassement de 5e plaats te veroveren door zijn 6e plaats in deze etappe (op 9 seconden van Mensjov).
| Uitslag |                          |         |
| 1.      | Denis Mensjov (Rus)      | 5.07.44 |
| 2.      | Aitor Gonzalez (Spa)     | + 0.03  |
| 3.      | Alejandro Valverde (Spa) | z.t.    |
| 4.      | Leonardo Piepoli (Ita)   | z.t.    |
| 5.      | Carlos Sastre (Spa)      | z.t.    |

6e etappe
De 6e etappe ging van Benicarló naar Castellón over een afstand van 157 km en werd gewonnen door Rabokopman Oscar Freire, die er zelf over zei dat hij in een goede positie werd gebracht door zijn ploeg en daardoor de winst kon pakken. Het leek er echter een paar meter voor de finish nog op dat de Duitser Zabel deze rit zou winnen.
De Belg Kevin Hulsmans (Quick Step-Davitamon) wist na deze etappe in het bergklassement op te klimmen tot de vierde plaats. Na 37 km wist hij met Manuel Quinziato (na deze etappe 2e in het bergklassement) en Martin Hvastija te ontsnappen. Hvastija wist het hoge tempo echter niet vol te houden bij de beklimming van La Mirona (3e categorie). Hulsmans en Quinziato hadden een maximale voorsprong van ruim 11 minuten, maar werden teruggepakt met nog 30 km te gaan. De etappe eindigde weer in een massasprint.
| Uitslag |                                      |         |
| 1.      | Oscar Freire (Spa)                   | 3.48.23 |
| 2.      | Erik Zabel (Dui)                     | z.t.    |
| 3.      | Stuart O'Grady (Aus)                 | z.t.    |
| 4.      | Cristian Moreni (Ita)                | z.t.    |
| 5.      | Miguel Angel Martin Perdiguero (Spa) | z.t.    |

7e etappe
De 7e etappe ging van Castellón naar Valencia over een afstand van 170 km. Zeven renners ontsnapten al na 16 km, maar kregen slechts een maximale voorsprong van 5 minuten. De Rabobankploeg van Freire en Fasso Bortolo van Petacchi maakten het tempo en op ongeveer 17 km voor de finish werden de zeven weer in het grote peloton opgenomen. De etappe eindigde weer in een massasprint. Petacchi wist voor de derde keer deze Vuelta een ritzege op zijn naam te schrijven.
| Uitslag |                           |         |
| 1.      | Alessandro Petacchi (Ita) | 3.53.04 |
| 2.      | Erik Zabel (Dui)          | z.t.    |
| 3.      | Oscar Freire (Spa)        | z.t.    |
| 4.      | Stuart O'Grady (Aus)      | z.t.    |
| 5.      | Luca Paolini (Ita)        | z.t.    |

8e etappe
De 8e etappe was een individuele tijdrit over iets meer dan 40 km, die verreden werd in Almusafes (Valencia). Er werden in deze etappe geen bergen beklommen.
De gouden trui wisselde na deze etappe weer van drager, maar bleef wel in de US Postal-ploeg. De Amerikaan Floyd Landis nam de trui over van Manuel Beltrán. Landis wist 10 seconden eerder te finishen dan zijn ploeggenoot. Landis eindigde in deze etappe echter als derde, op 3 seconden van de nummer twee Peña (ook US Postal) en op 18 seconden van winnaar Hamilton (voormalig US Postal, nu Phonak).
Olympisch kampioen tijdrijden Tyler Hamilton steeg dankzij zijn winst in de individuele tijdrit van de 10e naar de 3e plaats. Victor Hugo Peña steeg van de 9e naar de 4e plaats.
| Uitslag | Uitslag                | Uitslag | (na 30 km) | (na 13 km) |
| 1.      | Tyler Hamilton (VS)    | 47.16   | 35.37      | + 0.04     |
| 2.      | Victor Hugo Peña (Col) | + 0.15  | + 0.05     | + 0.04     |
| 3.      | Floyd Landis (VS)      | + 0.18  | + 0.12     | 16.17      |
| 4.      | Manuel Beltran (Spa)   | + 0.28  | + 0.28     | + 0.25     |
| 5.      | Isidro Nozal (Spa)     | + 0.37  | + 0.14     | + 0.11     |

9e etappe
In een zware bergetappe over 162 kilometer van Xátiva naar Alto de Aitana (in Alicante) wist Roberto Heras (de winnaar van vorig jaar) van een 14e plaats (op 2.26) terug te komen naar de 6e plaats. Ook Isidro Nozal reed een sterke etappe.
Landis behield na deze etappe de gouden trui. Hij eindigde op een achtste plaats op 55 seconden van winnaar Piepoli.
Deze etappe werd de etappe van de afstappers, waaronder de Nederlander Max van Heeswijk.
| Uitslag |                         |         |
| 1.      | Leonardo Piepoli (Ita)  | 4.29.36 |
| 2.      | Roberto Heras (Spa)     | + 0.04  |
| 3.      | Isidro Nozal (Spa)      | + 0.10  |
| 4.      | Francisco Mancebo (Spa) | + 0.15  |
| 5.      | Jorge Ferrio (Spa)      | + 0.25  |

10e etappe
De 10 etappe ging van Alcoi naar Xorret de Catí over een afstand van 174,5 km en werd gewonnen door de Spanjaard Eladio Jiménez. Hij was de snelste van de groep van zeven vluchters. Hij steeg in het bergklassement naar de tweede plaats. Land- en ploeggenoot van Jiménez, Alejandro Valverde (9e in deze rit) kwam net 8 seconden te kort om de gouden trui van Floyd Landis over te kunnen nemen.
De zeven vluchters, waaronder de sprinters O'Grady (2e), Freire (3e) en Zabel (7e), wisten een maximale voorsprong op het peloton van 15 minuten te behalen. Uiteindelijk kwamen Valverde, Heras en Piepoli op 4.18 van Jiménez binnen en het is de vraag hoelang Landis (die op 5.06 een 20e plaats pakte) nog in de gouden trui rijdt.
Stuart O'Grady wist, onder meer dankzij zijn tweede plaats, de bolletjestrui (punten) van Erik Zabel over te nemen.
| Uitslag |                      |         |
| 1.      | Eladio Jiménez (Spa) | 4.31.57 |
| 2.      | Stuart O'Grady (Aus) | + 0.32  |
| 3.      | Oscar Freire (Spa)   | + 0.48  |
| 4.      | Roeslan Ivanov (Mol) | z.t.    |
| 5.      | Juan Fuentes (Spa)   | + 1.04  |

11e etappe
Na twee zware bergetappes ging de 11e etappe over een redelijk vlakke weg van San Vicente del Raspeig naar Caravaca de la Cruz over bijna 166 km. Al na vijf kilometer ging de Amerikaan Zabriskie ervandoor. Na een geweldige ontsnapping wist hij uit de groep van het peloton te blijven. Het peloton, wachtend op Valverde, liet de renner vervolgens lange tijd vooruit rijden. Hij wist een maximale voorsprong van bijna 20 minuten te behalen.
Vervolgens werd er hard gereden om Zabriskie terug te halen, maar die gaf zijn voorsprong niet meer weg. Het peloton wist niet dichter dan 1 minuut en 11 seconden te finishen, met Petacchi als winnaar, gevolgd door O'Grady. Petacchi wist deze etappe 20 punten te verdienen voor de bolletjestrui, maar in het puntenklassement veranderde er verder weinig.
| Uitslag |                           |         |
| 1.      | David Zabriskie (VS)      | 4.05.31 |
| 2.      | Alessandro Petacchi (Ita) | + 1.11  |
| 3.      | Stuart O'Grady (Aus)      | z.t.    |
| 4.      | Marco Zanotti (Ita)       | z.t.    |
| 5.      | Erik Zabel (Dui)          | z.t.    |

12e etappe
De winnaar van vorig jaar, Roberto Heras, heeft dankzij zijn overwinning in de twaalfde etappe de gouden trui veroverd op Floyd Landis. Landis Landis eindigde op 3.06 (15e) van Heras en moet nu genoegen nemen met de vijfde plaats. Zijn ploeggenoot Manuel Beltran eindigde op 2.28 en werd 10e daarmee in deze etappe en behield zijn zesde plaats in het algemeen klassement.
De zware etappe, met drie bergen, ging over 145 km van Almería naar de top van de Alto de Calar Alto, waar ook de sterrenwacht van Calar Alto zich bevindt. Pas in de laatste klim zette Heras de aanval in. Met nog zo'n 7 kilometer te gaan, haalde hij de koploper in. Vier kilometer eerder was goudentruidrager Floyd Landis (15) al achterop geraakt en ook Piepoli (45) gaf het toen op. Hij was even daarvoor nog vooruit gereden met Heras.
De Nederlandse Raboploeg kende weer twee afstappers: Kopman Freire en Ronald Mutsaars. In totaal gaven 14 renners het tijdens deze etappe op.
| Uitslag |                          |         |
| 1.      | Roberto Heras (Spa)      | 4.19.30 |
| 2.      | Santiago Perez (Spa)     | + 0.34  |
| 3.      | Francisco Mancebo (Spa)  | + 0.53  |
| 4.      | Alejandro Valverde (Spa) | + 1.27  |
| 5.      | Isidro Nozal (Spa)       | z.t.    |

13e etappe
De 13e etappe ging van El Ejido naar Málaga over 172,4 km en werd gewonnen door Alessandro Petacchi. Dit was deze Vuelta zijn vierde etappe-overwinning. In deze redelijk vlakke rit konden de klassementsrijders het weer iets rustiger aan doen. Net als de eerste etappes eindigde ook deze etappe in een massasprint.
De Duitser Erik Zabel wist de bolletjestrui weer over te nemen van Stuart O'Grady. Zij legden zich beiden neer bij de overwinning van Petacchi. Tyler Hamilton, die al twee dagen last had van maagkrampen, ging deze etappe niet meer van start. Verder waren er deze etappe geen afstappers.
De drager van de gouden trui, Roberto Heras, ging als 37e over de meet.
| Uitslag |                           |         |
| 1.      | Alessandro Petacchi (Ita) | 4.01.55 |
| 2.      | Erik Zabel (Dui)          | z.t.    |
| 3.      | Pedro Horillo (Spa)       | z.t.    |
| 4.      | Stuart O'Grady (Aus)      | z.t.    |
| 5.      | Cristian Moreni (Ita)     | z.t.    |

14e etappe
De 14e etappe ging van Málaga naar Granada over een afstand van 167 kilometer. Santiago Perez wist deze etappe te winnen met 46 seconden voorsprong op zijn directe achtervolgers, waaronder Valverde (2), Mancebo (4), Nozal (5) en goudentruidrager Heras (7).
Na 75 kilometer, na een col van de tweede categorie, was een kopgroep ontstaan waarin de renners uit de top van het klassement ontbraken. Deze groep werd echter bijgehaald en er ontstond een nieuwe kopgroep van twaalf renners. Hoewel de Kazach Alexander Vinokoerov in beide kopgroepen zat, eindigde hij uiteindelijk op de 41e plaats op 6.58.
Andere verliezers waren Floyd Landis (24) en ploeggenoot Beltran (22). Ze kwamen beide op 2.46 binnen in een groep van 15 renners.
Beste Belg deze etappe was Johan Vansummeren (29), die in de groep Vinokoerov op 6.58 binnenkwam. Ook de Nederlander Bram Tankink (30) zat in deze groep van 13 renners.
De Australiër Stuart O'Grady, die drie etappes in de bolletjestrui had gereden en voor deze etappe nog tweede stond in het puntenklassement, ging deze etappe niet meer van start. De Belg Bert Roesems was met twee Spanjaarden en drie Italianen een van de afstappers deze etappe.
| Uitslag |                          |         |
| 1.      | Santiago Perez (Spa)     | 4.06.33 |
| 2.      | Alejandro Valverde (Spa) | + 0.46  |
| 3.      | Luis Perez (Spa)         | z.t.    |
| 4.      | Francisco Mancebo (Spa)  | z.t.    |
| 5.      | Isidro Nozal (Spa)       | z.t.    |

15e etappe
De 15e etappe was een individuele tijdrit naar de top van de Sierra Nevada over iets minder dan 30 kilometer. De etappe werd, net als de vorige etappe, gewonnen door de redelijk onbekende renner Santiago Perez. Hij kwam hierdoor in het algemeen klassement op de derde plaats te staan. Alejandro Valverde werd tweede en goudentruidrager Heras (3) zag Valverde daarmee tot op 5 seconden naderen.
| Uitslag | Uitslag                    | Uitslag | (na 20 km) | (na 13 km) |
| 1.      | Santiago Perez (Spa)       | 1.02.29 | 42.01      | 30.02      |
| 2.      | Alejandro Valverde (Spa)   | + 1.07  | + 0.27     | + 0.05     |
| 3.      | Robero Heras (Spa)         | + 1.51  | + 0.57     | + 0.22     |
| 4.      | Alexander Vinokoerov (Kaz) | + 3.06  | + 1.59     | + 1.18     |
| 5.      | Francisco Mancebo (Spa)    | + 3.18  | + 1.58     | + 1.14     |

16e etappe
De 16e etappe ging over 190,1 kilometer van Olivenza naar Cáceres. De Spanjaard José Cayetano Julia won de rit, die over geaccidenteerd terrein ging. Al na drie kilometer reed een groep van dertien renners weg uit het peloton om een grote voorsprong te nemen. Onder hen was de Nederlander Jan Boven. In de finale, toen de kopgroep om de ritzege knokte, moest hij afhaken. José Cayetano Julia had de sterkste benen; hij won na een korte solo en behaalde zo de derde ritzege voor zijn ploeg Kelme.
| Uitslag |                            |         |
| 1.      | José Cayetano Julia (Spa)  | 4.19.23 |
| 2.      | Tadejc Valjavec (Slo)      | + 0.12  |
| 3.      | Danilo di Luca (Ita)       | + 0.23  |
| 4.      | Antonio Cruz (VS)          | + 0.23  |
| 5.      | Garcia Pablo Lastras (Spa) | + 0.23  |

17e etappe
De 17e etappe ging van Plasencia naar het skistation La Covatilla, een rit van 169 kilometer. De Colombiaan Felix Rafael Cardenas won. Hij bleef als enige over van een kopgroep die al in de eerste kilometers was ontstaan. De Spaanse leider Roberto Heras, die derde werd in de zware bergrit, verloor ruim een halve minuut op zijn landgenoot Santiago Perez. Die steeg naar de tweede plaats in het algemeen klassement. Alejandro Valverde verloor meer dan twee minuten op Heras.
| Uitslag |                             |         |
| 1.      | Felix Rafael Cardenas (Col) | 4.52.08 |
| 2.      | Santiago Perez (Spa)        | + 0.29  |
| 3.      | Roberto Heras (Spa)         | + 1.01  |
| 4.      | Francisco Mancebo (Spa)     | + 1.15  |
| 5.      | Luis Perez Rodriguez (Spa)  | + 2.05  |

18e etappe
De 18e etappe ging over 196 kilometer van Béjar naar Ávila. De Spanjaard Javier Pascual Rodriguez versloeg in de rit met vier beklimmingen zijn Colombiaanse medevluchter Ivan Parra in de eindsprint. De Nederlander Bram Tankink eindigde als zevende.
| Uitslag |                                |         |
| 1.      | Javier Pascual Rodriguez (Spa) | 5.02.59 |
| 2.      | Ivan Parra (Col)               | + 0.00  |
| 3.      | Joan Horrach (Spa)             | + 0.19  |
| 4.      | Hernán Buenahora (Col)         | + 0.19  |
| 5.      | Patrick Calcagni (Zwi)         | + 0.24  |

19e etappe
De 19e etappe van Ávila naar Collado Villalba, over 142 kilometer, werd gewonnen door de Spanjaard Constantino Zaballa, een man uit de streek. De renner uit de Saunier Duval-ploeg demarreerde al na 40 kilometer. Hij had op de eindstreep een voorsprong van 1 minuut en 23 seconden op een groep van een man of vijftien.
| Uitslag |                           |         |
| 1.      | Constantino Zaballa (Spa) | 5.02.59 |
| 2.      | Ruslan Ivanov (Mol)       | + 1.23  |
| 3.      | Damiano Cunego (Spa)      | + 1.23  |
| 4.      | José L. Arrieta (Spa)     | + 1.23  |
| 5.      | Eddy Mazzoleni (Ita)      | + 1.23  |

20e etappe
De 20e en voorlaatste etappe werd een prooi voor de Spanjaard José Gutierrez. De renner van Phonak kwam alleen boven op de Puerto de Nevacerrada, na een bergrit van 178 kilometer. Zijn kopman Santiago Perez pijnigde klassementsleider Roberto Heras. De nummer twee van het klassement reed Heras op een halve minuut. Met de afsluitende tijdrit voor de boeg was het verschil tussen de twee nog 43 seconden.
| Uitslag |                      |         |
| 1.      | José Gutierrez (Spa) | 4.52.20 |
| 2.      | Eladio Jimenez (Spa) | + 0.38  |
| 3.      | David Latasa (Spa)   | + 1.25  |
| 4.      | Santiago Perez (Spa) | + 1.37  |
| 5.      | Aitor Perez (Spa)    | + 2.03  |

21e etappe
Roberto Heras heeft de Ronde van Spanje op zijn naam geschreven. De Spanjaard, die in 2000 en 2003 ook al de Vuelta won, werd in de inviduele tijdrit naar Madrid (28,2 kilometer) vierde. Zijn landgenoot Santiago Perez won de race, maar hij wist de 43 seconden achterstand in het klassement niet meer goed te maken. Hij was slechts 13 seconden sneller dan Heras.
| Uitslag |                         |        |
| 1.      | Santiago Perez (Spa)    | 35.05  |
| 2.      | Francisco Mancebo (Spa) | + 0.07 |
| 3.      | Carlos Sastre (Spa)     | + 0.08 |
| 4.      | Roberto Heras (Spa)     | + 0.13 |
| 5.      | David Blanco (Spa)      | + 0.18 |

## Deelnemende teams
Hieronder staan de deelnemende teams in alfabetische volgorde, met daarachter tussen haakjes de kopman met zijn rugnummer.
| Ploeg                             | Rugnummer kopman | Kopman                          |
| --------------------------------- | ---------------- | ------------------------------- |
| Ag2r Prevoyance                   | 21               | Mikel Astarloza                 |
| Alessio-Bianchi                   | 31               | Pietro Caucchioli               |
| Cafés Baqué                       | 41               | Felix-Rafael Cardenas Ravalo    |
| Cofidis Le Crédit Par Telephone   | 51               | Daniel Atienza Urendez          |
| Comunidad Valenciana-Kelme        | 11               | Alejandro Valverde              |
| Costa De Almería-Paternina        | 101              | Jon del Rio                     |
| Euskaltel-Euskadi                 | 61               | Haimar Zubeldia                 |
| Fassa Bortolo                     | 71               | Aitor Gonzalez                  |
| Illes Baleares-Banesto            | 81               | Francisco Mancebo               |
| Lampre                            | 91               | Francesco Casagrande            |
| Liberty Seguros                   | 1                | Roberto Heras                   |
| Phonak Hearing Systems            | 111              | Oscar Sevilla                   |
| Quickstep-Davitamon               | 121              | José Antonio Pecharroman Fabian |
| Rabobank                          | 131              | Oscar Freire                    |
| Relax-Bodysol                     | 141              | José Alberto Martínez           |
| Saeco                             | 151              | Damiano Cunego                  |
| Saunier Duval - Prodir            | 161              | Joseba Beloki                   |
| Team CSC                          | 171              | Carlos Sastre                   |
| T-Mobile Team                     | 181              | Alexander Vinokourov            |
| US Postal Service p/b Berry Floor | 191              | Michael Barry                   |
| Vini Caldirola                    | 201              | Stefano Garzelli                |